# Dog Dice
Dog Dice je dětská hra s kostkami na principu Lota, určená pro dva až čtyři hráče od pěti let.

## Pravidla hry
Každý hráč má před sebou kartičku s šestnácti obrázky několika psů v různých situacích. Jeden po druhém se hráči střídají v hodu dvěma kostkami. Na jedné kostce jsou obrázky jednotlivých psů, na druhé jsou předměty se kterými mohou být na kartičce zobrazeni. Hráči si v duchu oba obrázky spojí a výsledný obrázek se snaží nalézt na své kartičce. Kdo najde obrázek jako první obdrží ze zásoby kost, kterou tento obrázek zakryje. Padne-li na kostce s předměty dog gone, hráč, který házel si odstraní kost z kteréhokoliv obrázku zobrazujícího psa, který padnul na kostce se psy.
Hráč, který jako první zakryje kostmi obrázky v jedné řadě, sloupci, nebo čtyři rohové, zvítězil.